# Stadio Oreste Granillo
Het Stadio Oreste Granillo is een voetbalstadion in Reggio Calabria, dat plaats biedt aan 27.543 toeschouwers. De bespeler van het stadion is Reggina. Het is vernoemd naar Oreste Granillo, voormalig voorzitter van de club, die Reggina naar de Serie B wist te leiden.
Het stadion werd in 1932, destijds nog onder de naam Stadio Michele Bianchi, gebouwd. De toenmalige voorzitter, Giuseppe Vilardi, had de plannen bedacht. De naam veranderde erg vaak, maar het stond algemeen bekend als Comunale. Er zijn veel renovaties geweest in de loop der jaren, zoals in de jaren 60, evenals in de jaren 80. Het stadion zou nog een keer gerenoveerd worden, maar in 1997 werd het toch maar gesloopt en toen kwam het huidige stadion ervoor in de plaats. Het staat op exact dezelfde plek als waar het Stadio Michele Bianchi stond.
Giuseppe Meazza (AC Milan/Inter Milan) ·
Olimpico (AS Roma/SS Lazio) ·
Atleti Azzuri (Atalanta Bergamo) ·
Renato Dall'Ara (Bologna) ·
Giovanni Zini (Cremonese) ·
Carlo Castellani (Empoli) ·
Artemio Franchi (Fiorentina) ·
Marcantonio Bentegodi (Hellas Verona) ·
Allianz Stadium (Juventus) ·
Via del Mare (Lecce) ·
Brianteo (Monza) ·
Diego Armando Maradona (Napoli) ·
Arechi (Salernitana) ·
Luigi Ferraris (Sampdoria) ·
Città del Tricolore (Sassuolo) ·
Alberto Picco (Spezia) ·
Olimpico di Torino (Torino) ·
Friuli (Udinese)
Cino e Lillo Del Duca (Ascoli) ·
San Nicola (Bari) ·
Ciro Vigorito (Benevento) ·
Mario Rigamonti (Brescia) ·
Unipol Domus (Cagliari) ·
Pier Cesare Tombolato (Cittadella) ·
Giuseppe Sinigaglia (Como) ·
San Vito-Gigi Marulla (Cosenza) ·
Benito Stirpe (Frosinone) ·
Luigi Ferraris (Genoa) ·
Alberto Braglia (Modena) ·
Renzo Barbera (Palermo) ·
Ennio Tardini (Parma) ·
Renato Curi (Perugia) ·
Garibaldi-Romeo Anconetani (Pisa) ·
Oreste Granillo (Reggina) · 
Paolo Mazza (SPAL) ·
Druso (Südtirol) ·
Libero Liberati (Ternana) ·
Pierluigi Penzo (Venezia)